# Tillämpad sociologi
Tillämpad sociologi eller sociologisk praxis syftar på interventioner i sociala processer med hjälp av sociologisk kunskap. Sociologer som ägnar sig åt tillämpad sociologi gör det i en rad olika miljöer, där de använder sociologiska metoder för att hjälpa samhällen och grupper att lösa vardagliga problem. Exempel på dessa kan vara att göra brottsförebyggande interventioner, utvärdera och förbättra skadereduktionsprogram, förbättra polisens strategier, bedöma behoven i bostadssområden(urbansociologi), utveckla utbildningssystemet(utbildningssociologi) eller främja utvecklingen av bostäder och andra resurser till förmån för äldre.
Sociologisk praxis skiljer sig från ren akademisk sociologi där sociologer arbetar i en akademisk miljö, med inriktning på ren forskning. Trots vissa gemensamma ursprung är sociologisk praxis helt skild från socialt arbete.